# Norman Haworth
Sir Walter Norman Haworth (19.3.1883 tại Chorley, Lancashire – 19.3.1950 tại Barnt Green, Worcestershire) là một nhà hóa học người Anh, nổi tiếng về công trình nghiên cứu axít ascorbic (vitamin C) khi ông làm việc ở Đại học Birmingham. Ông đã đoạt giải Nobel Hóa học năm 1937 "cho công trình nghiên cứu về các carbohydrate và vitamin C". Giải này được thưởng chung với Paul Karrer, nhà hóa học người Thụy Sĩ về công trình nghiên cứu các vitamin khác của ông ta.
Ông quyết định theo học hóa học ở Đại học Manchester năm 1903, sau khi làm việc một thời gian trong nhà máy chế tạo linoleum của người cha. Ông đã lấy quyết định này, mặc dù có sự không đồng tình của cha mẹ.
Sau khi tốt nghiệp cấp thạc sĩ khi học với William Henry Perkin, Jr., ông tiếp tục học ở Đại học Göttingen với Otto Wallach và đậu bằng tiến sĩ.
Năm 1912 Haworth làm giảng viên ở United College của Đại học St Andrews tại Scotland và quan tâm tới hóa học carbohydrate (carbohydrate chemistry), do Thomas Purdie (1843-1916) và James Irvine (1877-1952) nghiên cứu ở đại học St Andrews. Haworth bắt đầu nghiên cứu trên đường năm 1915 và phát triển một phương pháp mới để chế tạo các methyl ether của đường, dùng methyl sulfat và alkali (nay gọi là Haworth methylation). Sau đó ông bắt đầu nghiên cứu về mặt cấu trúc của các disacarit.
Haworth đã tổ chức các phòng thí nghiệm ở đại học St Andrews để sản xuất các hóa chất và dược phẩm cho chính phủ Anh trong Chiến tranh thế giới thứ nhất (1914-1918). Ông được bổ nhiệm làm giáo sư khoa hóa học hữu cơ ở Đại học Durham năm 1920. Ba năm sau, ông làm giáo sư hóa học ở Đại học Birmingham.
Năm 1934, làm việc chung với Sir Edmund Hirst, một nhà hóa học Anh khác, ông đã có thể tổng hợp được vitamin C.
Ông phát triển một phương pháp đơn giản để biểu thị trên giấy cấu trúc 3 chiều của đường. Cách trình bày này, nay gọi là Haworth projection (hình chiếu Haworth), vẫn còn được sử dụng rộng rãi trong ngành hóa sinh.
Ông được phong tước hầu năm 1947, và từ trần ngày 19.3.1950, đúng ngày kỷ niệm sinh nhật thứ 67 của mình.
Haworth được tưởng nhớ ở tòa nhà Haworth của Đại học Birmingham (nơi chứa phần lớn Birmingham University School of Chemistry Lưu trữ ngày 4 tháng 9 năm 2009 tại Wayback Machine). Trường này, nay cũng có một Ghế giáo sư Hóa học hữu cơ Haworth, hiện do giáo sư Nigel Simpkins đảm nhiệm.